# Licaria aurea
Licaria aurea är en lagerväxtart som först beskrevs av Huber, och fick sitt nu gällande namn av André Joseph Guillaume Henri Kostermans. Licaria aurea ingår i släktet Licaria och familjen lagerväxter. Inga underarter finns listade i Catalogue of Life.